# Alue Rambong (Peureulak)
Alue Rambong is een bestuurslaag in het regentschap Aceh Timur van de provincie Atjeh, Indonesië. Alue Rambong telt 752 inwoners (volkstelling 2010).